# (آر)-پی-ایزوتییوسیاناتو بنزویل اگونین متیل استر
(آر)-پی-ایزوتییوسیاناتو بنزویل اگونین متیل استر (به انگلیسی: (R)-p-Isothiocyanatobenzoylecgonine methyl ester) با فرمول شیمیایی C۱۸H۲۰N۲O۴S یک ترکیب شیمیایی است. که جرم مولی آن ۳۶۰٫۴۲۷ گرم بر مول می‌باشد.